# Maksim Vilde
Maksim Vilde (ur. 29 października 1987) – estoński bokser, brązowy medalista Mistrzostw Europy Juniorów 2005 w Tallinnie, mistrz Estonii z roku 2013 oraz wicemistrz Estonii z roku 2005.

## Kariera
W roku 2003 i 2004 reprezentował Estonię na Mistrzostwach Europy Juniorów w Kownie oraz Saratowie. W 2003 rywalizację zakończył na 1/8 finału, a w 2004 dotarł do ćwierćfinału. W sierpniu 2005 zdobył brązowy medal na Mistrzostwach Europy Juniorów w Tallinnie, na których rywalizował w kategorii koguciej.
W lipcu 2013 reprezentował Estonię na Mistrzostwach Europy w Mińsku. W 1/16 finału kategorii półciężkiej przegrał na punkty (0:3) z Chorwatem Borną Kataliniciem, odpadając z rywalizacji. We wrześniu tego samego roku zdobył brązowy medal na Mistrzostwach Bałtyku w Wilnie. W półfinale kategorii półciężkiej pokonał go Litwin Evaldas Petrauskas.